# أنطونيو خوسيه مارتينيز
أنطونيو خوسيه مارتينيز (بالإسبانية: Antonio José Martínez) هو مصور وقسيس مكسيكي، ولد في 17 يناير 1793 في Abiquiú, New Mexico ‏ في الولايات المتحدة، وتوفي في 27 يوليو 1867 في Kit Carson Park ‏ في الولايات المتحدة.